# سعدان (كحلان الشرف)

تعديل مصدري - تعديل

سعدان هي إحدى قرى عزلة بنى المهدى بمديرية كحلان الشرف التابعة لمحافظة حجة، بلغ تعداد سكانها 361 نسمة حسب تعداد اليمن لعام 2004.